# The Clash of the Coverbands
The Clash of the Cover Bands was de grootste bandwedstrijd van de Benelux voor cover- en tributebands. De doelstelling van de organiserende stichting is om door middel van een wedstrijd de waardering voor bands die covers spelen te vergroten.
Een jury en het publiek bepalen samen welke bands of artiesten winnen en doorgaan naar de volgende ronde.

## Winnaars
| Jaartal   | Winnaar                         | Publieksprijs         |
| --------- | ------------------------------- | --------------------- |
| 2004-2005 | Fake No More                    | Haze                  |
| 2005-2006 | Big Apple                       | Vanavond niet, Schat! |
| 2006-2007 | The Blues Brothers Tribute Band | Rattlesnake Shake     |
| 2007-2008 | Big Shampoo & The Hairstylers   | Present Danger        |
| 2008-2009 | Lock Nine                       | PitchLight            |
| 2009-2010 | Robinson                        | Campaign              |
| 2010-2011 | Bad Medicine                    | Komen Lopen           |
| 2011-2012 | SOC                             | Koyle (B)             |
| 2012-2013 | That's What She Said            | Doe Maar Net Alsof    |
| 2013-2014 | Barking Bruce (B)               | Bakkeliet             |
| 2015-2016 | Cold Turkey                     | Muck                  |
| 2016-2017 | In the Name of                  | The Streets           |
| 2017-2018 | Trickplay                       | Lucky Nine            |